# Aureliano Rivera
Aureliano Rivera Terreros (Veracruz, 1832 - Ciudad de México, 7 de febrero de 1904) fue un militar conservador mexicano nacido en el estado de Veracruz. Fue liberal en la Guerra de Reforma y General de brigada en 1861, siendo uno de los más distinguidos durante la Segunda Intervención Francesa en México. Intentó dar un golpe de Estado al presidente Juárez en octubre de 1871 junto con Miguel Negrete que fue inmovilizado por el general Sóstenes Rocha, por lo que Rivera huyó de la Ciudad. Participó al lado de Porfirio Díaz al lado de la Revolución de Tuxtepec. Murió en la Ciudad de México el 7 de febrero de 1903. 
Dice la página de la orden de los Carmelitas descalzosː «En tiempos de la desamortización de los bienes eclesiásticos, la huerta fue vendida junto con parte del convento, fueron fraccionados, se conserva el dato de que un general de nombre Aureliano Rivera compró parte del convento y de la huerta en una ridícula suma.» 